# Simulium decollectum
Simulium decollectum är en tvåvingeart som beskrevs av Adler och Philip J. Currie 1986. Simulium decollectum ingår i släktet Simulium och familjen knott. Inga underarter finns listade i Catalogue of Life.